# 任抹
任抹（Jember）是印度尼西亚东爪哇省的一座城市，也是任抹县的县治所在，位于爪哇岛东部内陆，西北空距省首府泗水145公里。根据1976年第14号政府法案，任抹曾被设立为行政市，但是在2001年印尼所有行政市被撤销。每年夏天，有时尚嘉年华在任抹举办，到2015年已举办了14届。
诺托哈丁格罗机场位于任抹城区以南，目前仅有飞往泗水的航班。

## 脚注
1. ↑  印尼的行政市（Kota administratif）不具有独立行政能力（这与现在雅加达特区内的5个行政市Kota administrasi不同），亦不是行政区，任抹行政市在行政区划上依然隶属于任抹县

## 资料来源
1. ↑  . photo.huanqiu.com. 环球网. 2015-08-31  [2017-11-11]. （原始内容存档于2017-11-12）.